# جوانا لزسینسکا
جوانا لزسینسکا (انگلیسی: Joanna Leszczyńska؛ زادهٔ ۱۸ دسامبر ۱۹۸۸) قایقران روئینگ اهل لهستان است.